# Rocío Gálvez
Rocío Gálvez Luna (* 15. April 1997 in Córdoba) ist eine spanische Fußballspielerin. Zumeist wird sie als Innenverteidigerin eingesetzt.

## Karriere

### Verein
Rocío Gálvez begann ihre Laufbahn mit elf Jahren bei Deportivo Córdoba. 2011 wechselte sie in die Jugend des FC Sevilla und stieg zur Saison 2012/13 in die B-Mannschaft des Klubs auf. Noch während jener Saison, am 17. März 2013, feierte sie ihr Debüt in der ersten Mannschaft in einem Ligaspiel gegen den FC Valencia.
Im Anschluss wechselte sie zum Stadtrivalen Betis Sevilla und bestritt mit diesem die Segunda División 2013/14. Im Sommer 2014 verpflichtete Atlético Madrid Rocío Gálvez. In der Saison 2014/15 beendete sie die Meisterschaft mit ihrer Mannschaft auf dem zweiten Platz und qualifizierte sich damit erstmals für die UEFA Champions League, wo sie mit ihrem Team im Achtelfinale am späteren Sieger Olympique Lyon scheiterte. Im April 2016 zog sie sich einen Kreuzbandriss und eine Meniskusruptur am rechten Knie zu und musste operiert werden. Atlético Madrid gewann in jener Saison den Spanischen Pokal. Ihre Rückkehr feierte sie im Oktober dieses Jahres in einem Ligaspiel gegen ihren ehemaligen Klub Betis Sevilla, fiel jedoch nach einer weiteren Knieverletzung, die sie sich am 16. November im Zuge der U-20-WM zuzog, für den Rest der Saison aus. Ihr Team gewann in jener Spielzeit die Meisterschaft. Im Anschluss wechselte die wiedergenesene Rocío Gálvez auf Leihbasis zu Betis Sevilla, das mittlerweile in die Primera División aufgestiegen war, und beendete die Saison als Stammspielerin auf dem sechsten Tabellenplatz. Nach Abschluss des Leihvertrages verblieb sie eine weitere Saison bei Betis, bevor sie 2019 für UD Levante unterschrieb. Mit dem Klub aus Valencia konnte sie sowohl 2019/20 als auch 2020/21 den dritten Platz in der Meisterschaft erreichen, im Pokal bestritt UD Levante 2021 das Endspiel, scheiterte dort jedoch am FC Barcelona.
Im Sommer 2021 wechselte Rocío Gálvez zu Real Madrid.

### Nationalmannschaft
Rocío Gálvez bestritt mit Spaniens U-17 die EM 2013, wo sie mit ihrer Mannschaft Platz drei belegte. Bei der EM 2014, die tatsächlich zu Jahresende 2013 stattfand, erreichte sie mit Spanien das Finale und unterlag dort im Elfmeterschießen Deutschland. Im Jahr 2014 stand Rocío Gálvez bei der U-17-Weltmeisterschaft erneut im Endrundenkader, erreichte mit ihrer Landesauswahl das Endspiel, verlor dieses jedoch mit 0:2 gegen Japan. Mit der U-19 spielte sie bei der EM 2015 abermals im Endspiel, Spanien unterlag diesmal Schweden mit 1:3. Bei der U-20 WM 2016 stand Rocío Gálvez erneut im Kader der Spanierinnen, verletzte sich jedoch im zweiten Gruppenspiel am Knie und konnte nicht mehr am weiteren Turnierverlauf teilnehmen.
Ihr Debüt in der A-Nationalmannschaft feierte Rocío Gálvez am 5. März 2018 beim Zypern-Cup. Die Spanierinnen gewannen letztlich durch ein 2:0 im Finale gegen Italien den Titel.

## Erfolge
Verein
- Spanische Meisterschaft: 2016/17
- Spanischer Pokal: 2016

Nationalmannschaft
- Weltmeisterin: 2023
- Zypern-Cup: 2018